# Estación de Pius XII
Pius XII es una estación de las líneas T1, T2 y T3 del Trambaix. Está situada sobre la avenida Diagonal en la esquina entre esta y la plaza Pius XII en el distrito de Les Corts de Barcelona. Esta estación se inauguró el 3 de abril de 2004.
- Datos: Q8841476
- Multimedia: Pius XII Trambaix stop / Q8841476